# Michele Piccirillo (boxe anglaise)
Pour les articles homonymes, voir Michele Piccirillo et Piccirillo.
Michele Piccirillo est un boxeur italien né le 29 janvier 1970 à Modugno.

## Carrière
Médaillé de bronze aux championnats d'Europe de Göteborg en 1991 dans la catégorie super-légers, il passe professionnel après les Jeux olympiques de Barcelone et devient champion d'Italie des super-légers en 1995, champion d'Europe EBU des poids welters en 1997 puis champion du monde IBF de la catégorie le 13 avril 2002 après sa victoire contre l'américain Cory Spinks.
Piccirillo perd le combat revanche le 12 mars 2003 mais redevient champion d'Europe des super-légers en 2006. Il obtient un nouveau combat de championnat du monde le 1er décembre 2007 face à Vernon Forrest mais s'incline au 11e round. Il met finalement un terme à sa carrière en 2009 sur un bilan de 50 victoires contre 5 défaites.